# پل سه چشمه (قرمزی کورپلی)
پل سیدآباد (سه چشمه) مربوط به دوره صفوی است و در اردبیل، روی رودخانه باخلوچای، بین محله سیدآبادوآبراهیم آباد واقع شده و این اثر در تاریخ ۲۸ مرداد ۱۳۴۸ با شمارهٔ ثبت ۸۷۷ به‌عنوان یکی از آثار ملی ایران به ثبت رسیده است.